# Mammillaria schiedeana
Mammillaria schiedeana (укр. Мамілярія Шіде, мамілярія шідеана) — сукулентна рослина з роду мамілярія (Mammillaria) родини кактусових (Cactaceae).

## Історія

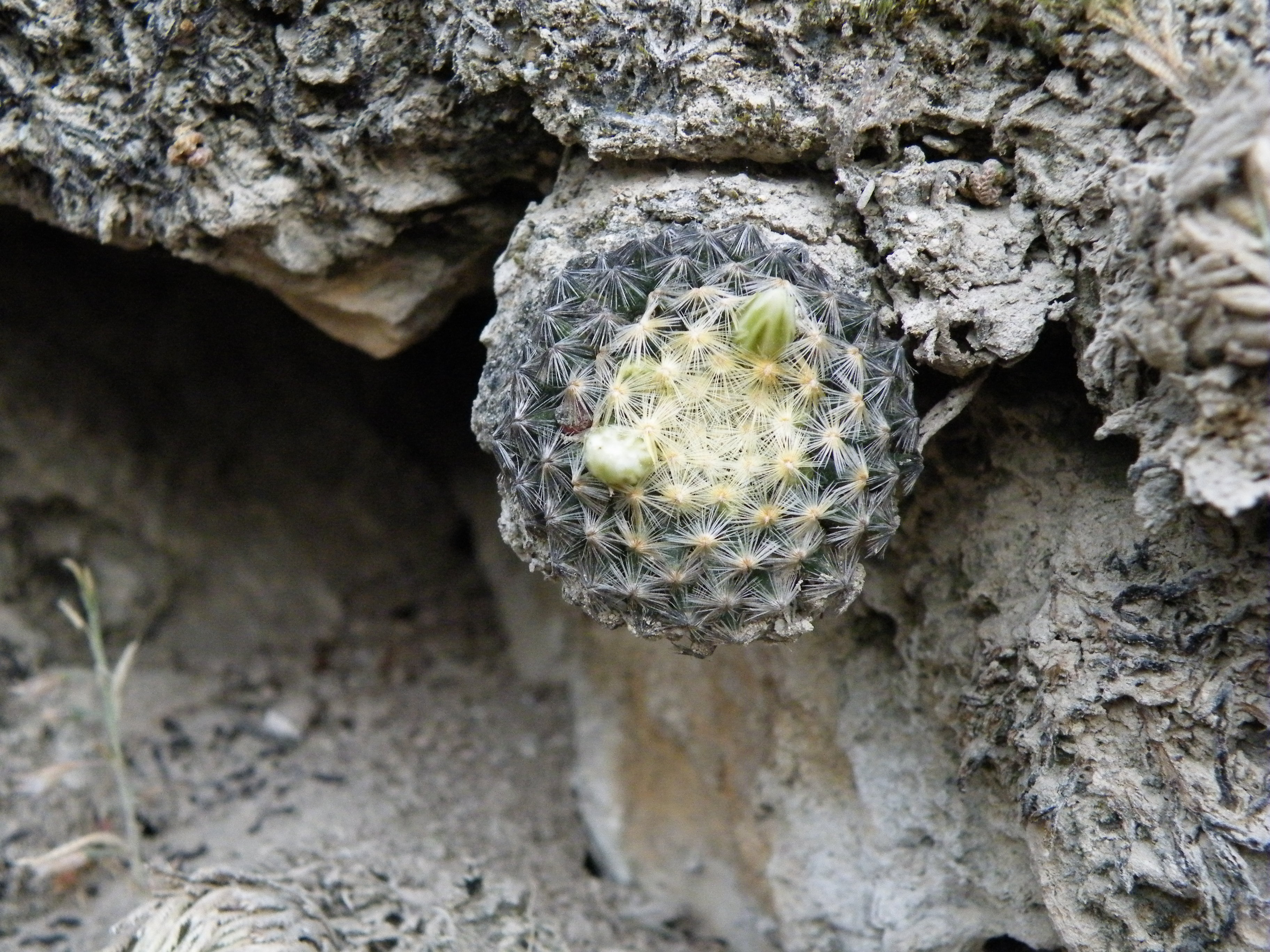
Mammillaria schiedeana на вапняку в природних умовах, штат Гуанахуато

Вид вперше описаний німецьким ботаніком і мікологом Дідеріхом Францем Леонардом фон Шлехтендалєм (нім. Diederich Franz Leonhard von Schlechtendal, 1794—1866) у 1838 році у виданні нім. «Allgemeine Gartenzeitung» з назвою, запропонованою німецьким ботаніком Карлом Августом Еренбергом (нім. Carl August Ehrenberg, 1801—1849).

## Етимологія
Видова назва дана на честь німецького лікаря і ботаніка Крістіана Юлія Вільгельма Шіде (нім. Christian Julius Wilhelm Schiede, 1798—1836).

## Ареал і екологія
Mammillaria schiedeana є ендемічною рослиною Мексики. Ареал розташований у штатах Гуанахуато, Ідальго, Керетаро, Сан-Луїс-Потосі і Тамауліпас. Рослини зростають на висоті від 1300 до 1600 метрів над рівнем моря на вапнякових і кам'янистих схилах у передгірському маторралі.

## Морфологічний опис
| Орган              | Опис |
| Рослини            | зазвичай утворюють групи.                                                                                             |
| Коріння            | |
| Стебло             | приплюснуто-кулясте, 5-10 см заввишки, 5-6 см в діаметрі.                                                             |
| Епідерміс          | темно-зелений. |
| Маміли             | циліндричні, що сходять до колючках на конус, без молочного соку.                                                     |
| Ареоли             | |
| Аксили             | з білими пухнастими волосками, що стирчать вище маміл або відсутні.                                                   |
| Центральні колючки | відсутні. |
| Радіальні колючки  | дуже численні, в окремих серіях, покриті волосками, білі, жовті біля основи, завдовжки 2-5 мм, колючки волосоподібні. |
| Квіти              | білі, до 8 мм завдовжки.                                                                                              |
| Бутони             | |
| Зовнішні пелюстки  | |
| Внутрішні пелюстки | |
| Тичинки            | |
| Маточка            | |
| Плоди              | яскраво-карміново-червоні.                                                                                            |
| Насіння            | чорне. |

## Різновиди

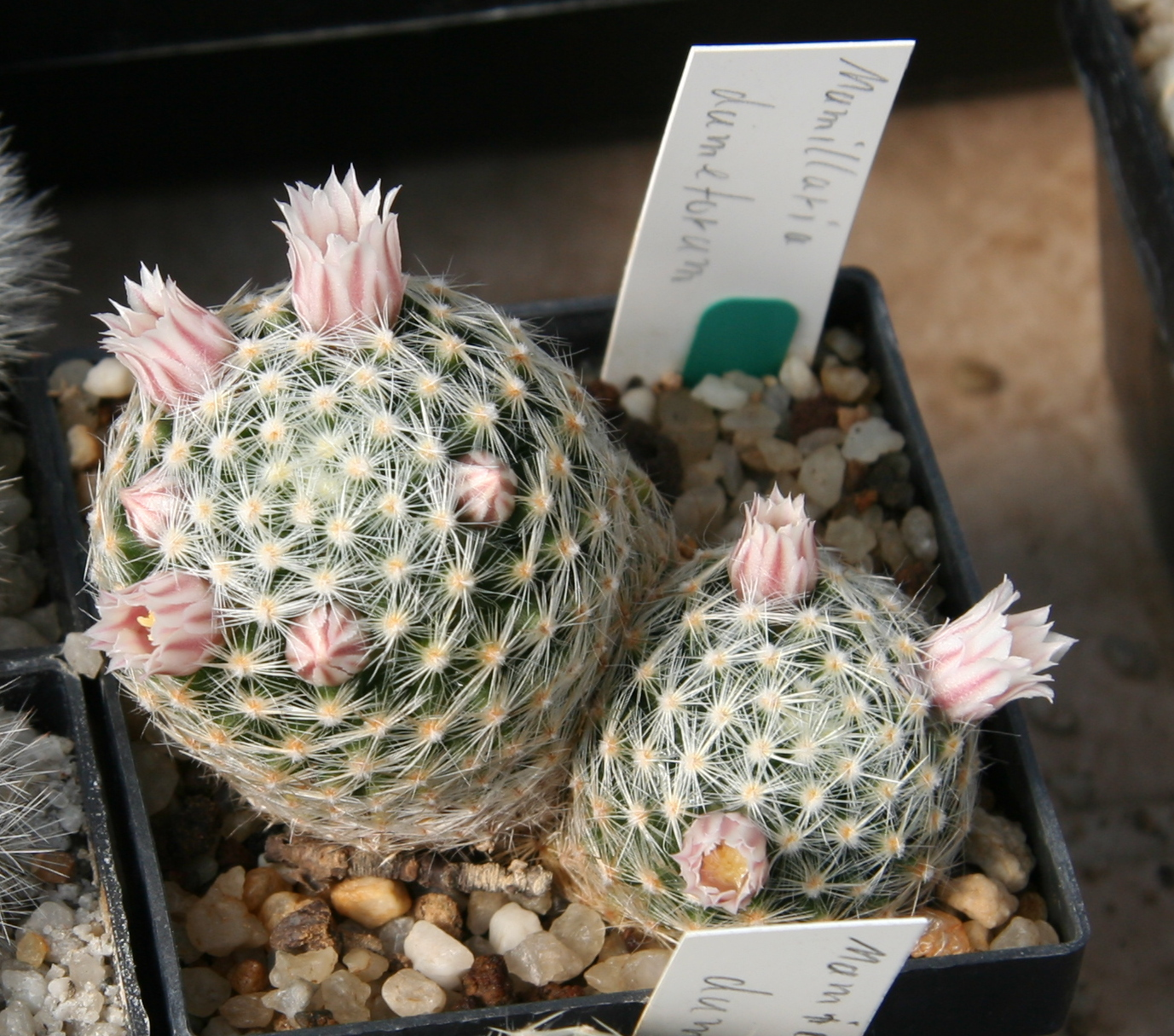
Mammillaria schiedeana subsp. dumetorum

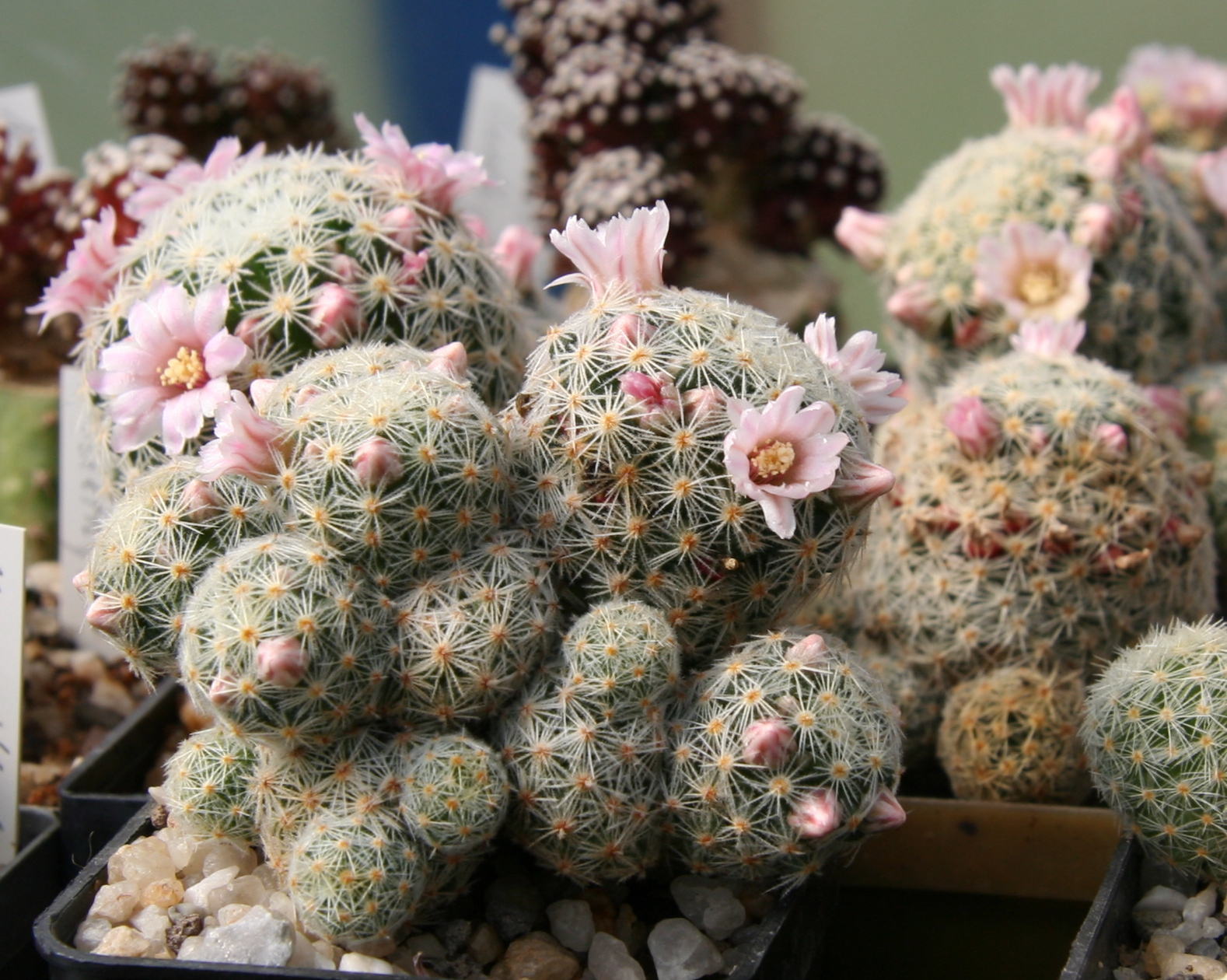
Mammillaria schiedeana subsp. giselae

Визнано три підвиди Mammillaria schiedeana: номінаційний підвид — Mammillaria schiedeana subsp. schiedeana і підвиди: dumetorum — Mammillaria schiedeana subsp. dumetorum (J.A.Purpus) D.R.Hunt і giselae — Mammillaria schiedeana subsp. giselae (Marttinez-Avalos & Glass) Lüthy.

### Mammillaria schiedeana subsp. schiedeana
- Радіальних колючок — 120, дрібні, густі, тонкі.
- Ареал зростання — Ідальго і Керетаро.

### Mammillaria schiedeana subsp. dumetorum
- Радіальних колючок — менше 50, жорсткіші, ніж у інших різновидів.
- Ареал зростання — Сан-Луїс-Потосі і Керетаро.

### Mammillaria schiedeana subsp. giselae
- Радіальних колючок — 16-21, дуже тонкі, гнучкі і м'які.
- Аксили — голі, немає ніяких щетинок і волосків.
- Ареал зростання — Тамауліпас.

## Чисельність, охоронний статус та заходи по збереженню
Mammillaria schiedeana входить до Червоного списку Міжнародного союзу охорони природи уразливих видів (VU).
Вид має обмежений діапазон зростання площею менше 20 000 км². Відомий з менш ніж 10 місць, і переживає триваючий спад чисельності особин від перенавантаження торгівлею декоративними рослинами. Рідкісний у всьому діапазоні зростання.
Зустрічається на природоохоронних територіях.
У Мексиці номінативний підвид занесений до Національного переліку видів, що перебувають під загрозою зникнення, де він включений до категорії «Загрозливий», підвид dumetorum — до категорії «Суб'єкт особливого захисту».
Охороняється Конвенцією про міжнародну торгівлю видами дикої фауни і флори, що перебувають під загрозою зникнення (CITES).

## Використання та торгівля
Цей вид незаконно збирається для використання як декоративного. Комерційно вирощується для міжнародної торгівлі.